# Nombre harshad
En mathématiques récréatives, un nombre harshad, ou nombre de Niven, est un entier naturel qui est divisible par la somme de ses chiffres dans une base donnée. En base b, tous les nombres de 0 à b et toutes les puissances de b sont des nombres harshad, mais ils suivent ensuite une répartition similaire à celle des nombres premiers.

## Historique
Ils semblerait que ces nombres aient été considérés pour la première fois par le mathématicien indien  D. R. Kaprekar dans un texte de 1955 sous le nom de "multidigital numbers"  . L'appellation harshad, qui signifie grande joie en sanskrit, leur a été donnée par la suite. L'appellation « de Niven » est un hommage au mathématicien Ivan Niven qui a publié un article et présenté une conférence en théorie des nombres sur leur sujet en 1977.
.

## Nombre harshad enbase dix
En base dix, les vingt premiers nombres harshad strictement supérieurs à 10 sont (suite A005349 de l'OEIS) :
Les quotients obtenus se trouvent dans la suite  A113315 de l'OEIS.

### Quels nombres peuvent être des nombres harshad?
Les multiples de 9 à deux chiffres jusqu'à 90 sont des nombres harshad puisque la somme de leurs chiffres est égale à 9, mais 99 n'en est pas un, puisque 9 + 9 = 18 et 99 n'est pas divisible par 18.
Aucun nombre premier p strictement supérieur à 10 n'est harshad. En effet, la somme de ses chiffres est strictement comprise entre 1 et p donc ne peut pas diviser p.
En base dix, les factorielles des nombres entiers inférieurs ou égaux à 431 sont des nombres harshad. Le nombre 432! est la première factorielle à ne pas être un nombre harshad. En voici quelques autres : 444!, 453!, 458!, 474!, 476!, 485!, 489!.

### Tout entier > 0 est-il la somme des chiffres d'un nombre harshad?
Dans son article, Kaprekar semble admettre cette propriété comme évidente. Elle est en effet exacte, et démontrée par exemple dans en utilisant le théorème d'Euler.
Voici quelques couples {\displaystyle (n,h_{n})} où {\displaystyle h_{n}} est le plus petit harshad ayant {\displaystyle n} pour somme des chiffres :
{\displaystyle (10,190);(11,209=11\times 19);(12,48=12\times 4);(13,247=13\times 19);(14,266=14\times 19)}
La suite {\displaystyle (h_{n})} est la suite A002998 de l'OEIS.

### Nombres harshad consécutifs
Cooper et Kennedy ont démontré, qu'en base dix, il existe 20 entiers consécutifs (dépassant 1044 363 342 786) qui sont tous des nombres harshad, mais qu'il n'en existe pas 21.

### Estimation de la densité des nombres harshad
Si l'on note {\displaystyle N(x)} le nombre de nombres harshad inférieurs ou égaux à {\displaystyle x}, alors
Cette constante est répertoriée comme suite A086705 de l'OEIS.
Par conséquent, {\displaystyle \lim _{x\to +\infty }{\frac {N(x)}{x}}=0} : les nombres harshad sont de densité asymptotique nulle.

## Nombre harshad dans d'autres bases
Un nombre harshad en base b est souvent appelé un nombre b-harshad (notation de Grundman 1994).
En base b comme en base dix, on a :
- tous les entiers de 0 jusqu'à b sont des nombres b-harshad ;
- aucun nombre premier strictement supérieur à b n'est b-harshad ;
- il existe une infinité de suites de 2b nombres b-harshad consécutifs, pour b = 2 et pour b = 3 (ces deux résultats ont été prouvés par T. Tony Cai (en) en 1996).
- Il existe une constante {\displaystyle \eta _{b}} telle que {\displaystyle N_{b}(x)\sim \eta _{b}{\frac {x}{\ln x}}} ({\displaystyle \eta _{10}={\frac {14}{27}}\ln(10)})[7].

## Nombre complètement harshad
Un entier qui est un nombre harshad dans toute base est dit complètement harshad (ou complètement de Niven) ; il existe seulement quatre nombres complètement harshad, 1, 2, 4 et 6.